# Elaphoglossum cubense
Elaphoglossum cubense là một loài thực vật có mạch trong họ Lomariopsidaceae. Loài này được (Mett. ex Kuhn) C. Chr. mô tả khoa học đầu tiên năm 1905.